# الحياة البرية في جزر المالديف

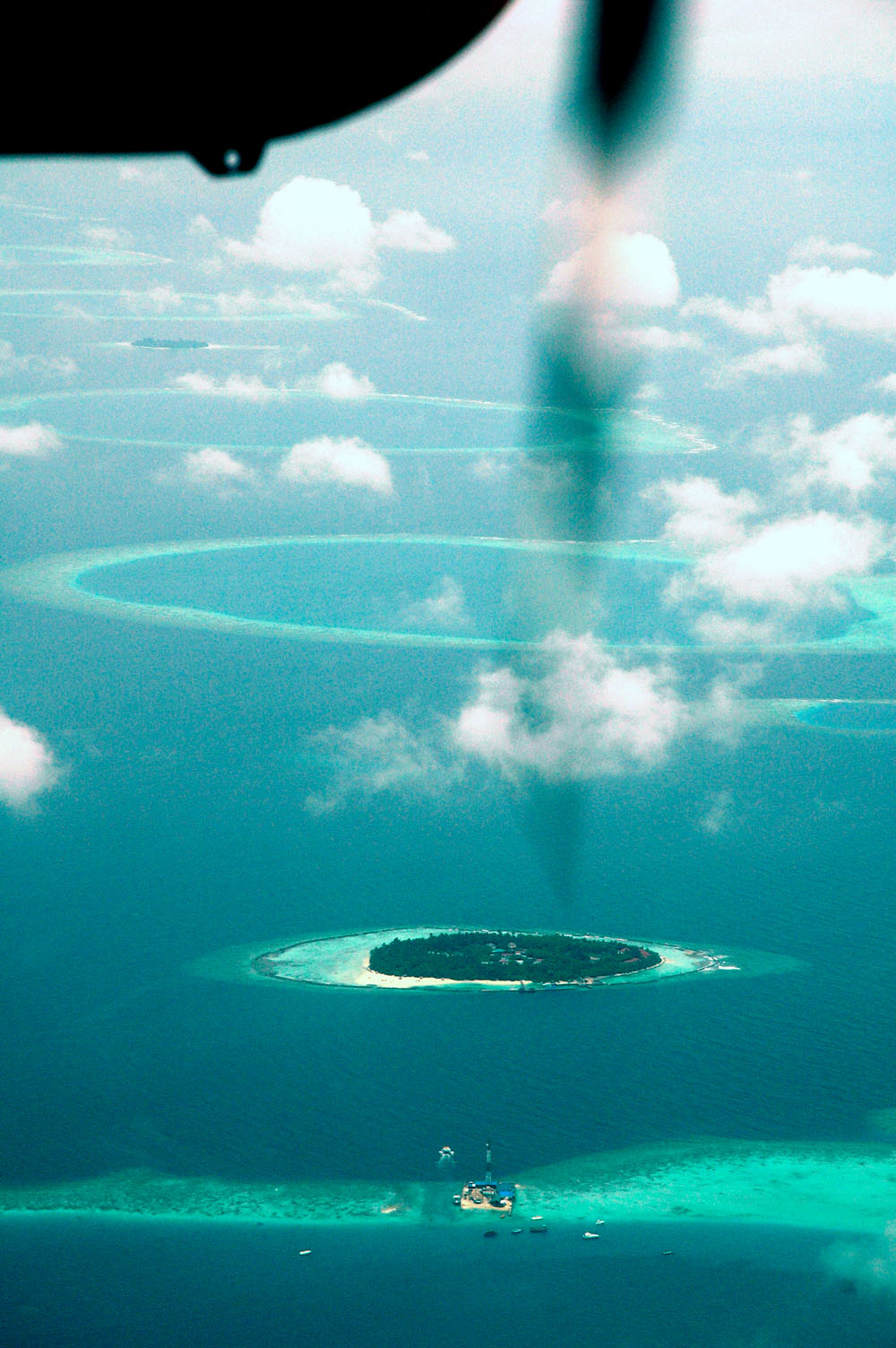
لمحة عن الشعاب المرجانية المالديف الغنية بأنواع مختلفة من الحيوانات، أري أتول

تشمل الحياة البرية في جزر المالديف النباتات والحيوانات في الجزر والشعاب والمحيطات المحيطة بها.
تشير الدراسات العلمية الحديثة إلى أن التركيب الفزيائي يمكن أن يختلف اختلافاً كبيراً بين الجزر المرجانية في الشمال والجنوب. توجد اختلافات هامة بين الجزر المرجانية (خاصة من حيث الحيوانات القاعية)، والتي قد تكون مرتبطة بالاختلافات من حيث ضغط الصيد - بما في ذلك الصيد الجائر.

## الفقاريات

### الأسماك

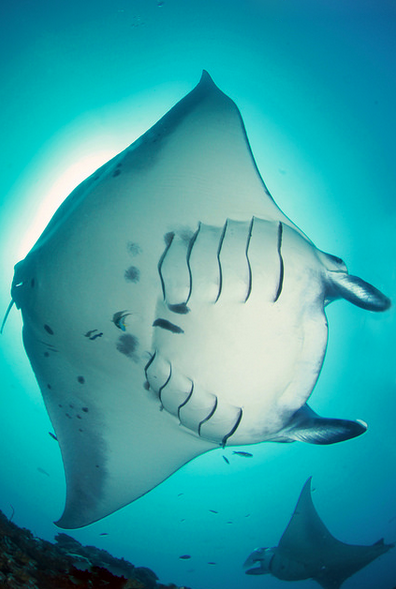
Manta rays (Manta birostris) taken at Himandhoo Manta Point, Maldives

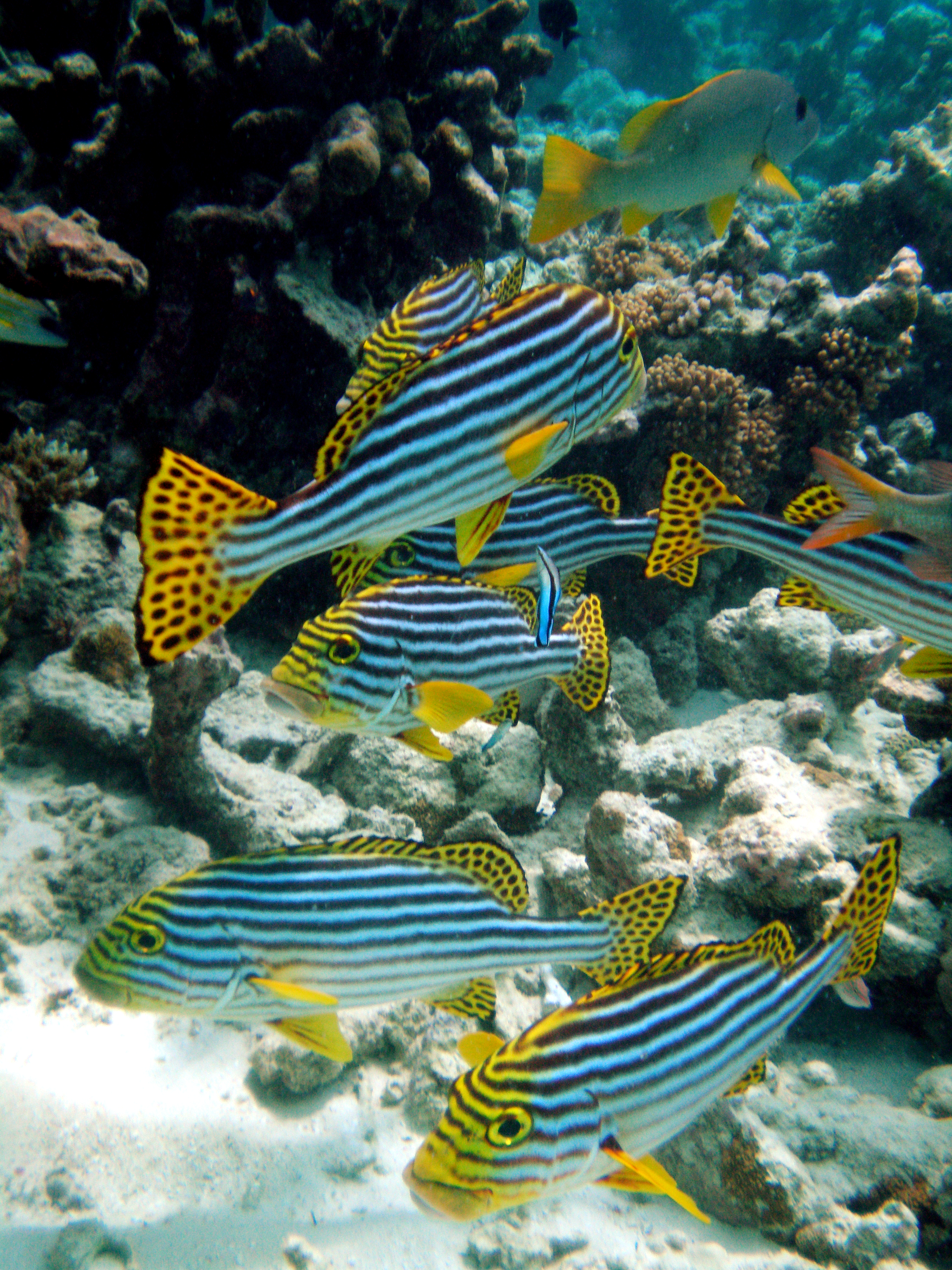
Plectorhinchus vittatus (Oriental Sweetlips)

هناك تنوع مذهل في الثروة السمكية في أرخبيل المالديف، مع وجود الشعاب المرجانية وأكثر من 2000 نوع من الأسماك، بدءا من أسماك الشعاب المرجانية الملونة إلى أسماك القرش الشعاب المرجانية. مياه المالديف هي أيضا موطن للقرش الحوتي . المياه المحيطة بجزر المالديف وفيرة في الأنواع النادرة ذات القيمة البيولوجية والتجارية، تعد مصائد أسماك التونة من الموارد التجارية الرئيسية للبلاد.

### الزواحف والبرمائيات

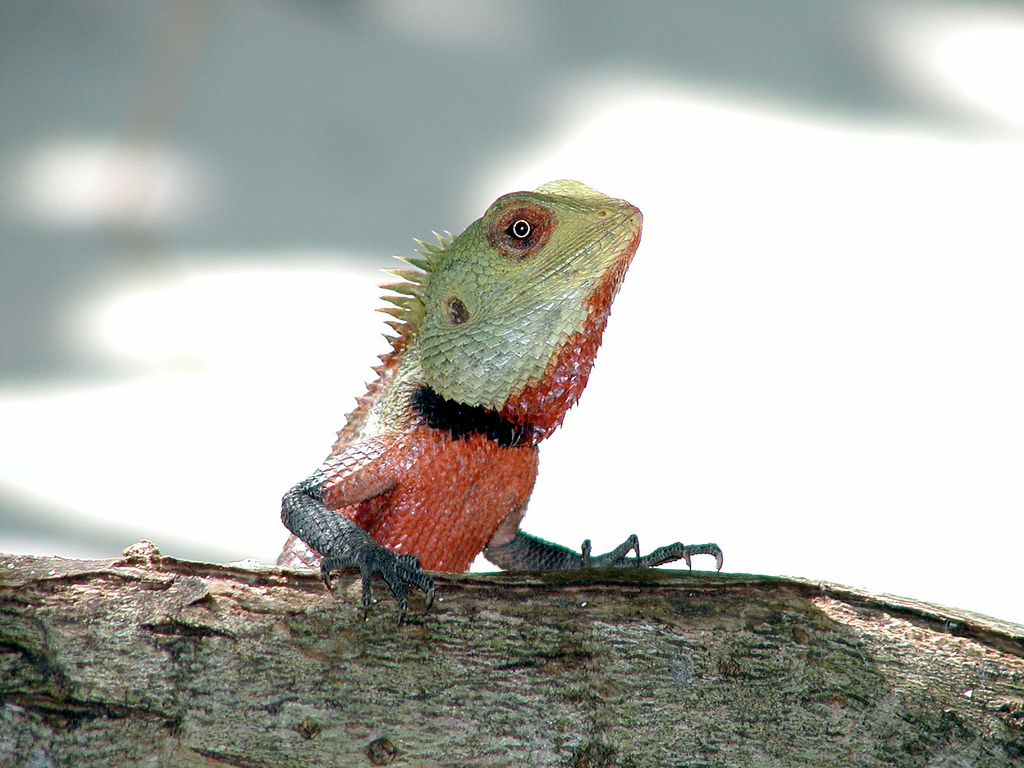
Calotes versicolor

Since the islands are very small, land-based reptiles are rare. There is a species of أبو بريص، as well as one species of عضرفوط، Calotes versicolor, the سقنقورية Lygosoma albopunctata, the wolf snake Lycodon aulicus and a small harmless blind snake Ramphotyphlops braminus.
بما أن الجزر صغيرة جداً، فإن الزواحف الأرضية نادرة. هناك نوع من أبو بريص، فضلا عن نوع واحد من السحلية ثعبان الذئب Lycodon aulicus وثعبان أعمى صغير غير ضار Ramphotyphlops braminus. في البحر هناك السلاحف، مثل السلاحف الخضراء، سلحفاة منقار الصقر والسلحفاة الجلدية، التي تضع البيض على الشواطئ المالديفية. تُطوَّر ثعابين بحر بيلاغية (Hydrophis platurus) التي تعيش في المحيط الهندي على الشاطئ بعد العواصف، حيث تُصبح عاجزة وغير قادرة على العودة إلى البحر. ومن المعروف أيضا أن تماسيح المياه المالحة تصل إلى الجزر وتسكن في مناطق المستنقعات.
تم العثور على الضفدع Sphaerotheca rolandae قصير الرأس في عدد قليل من الجزر، في حين أن الضفدع Bufo melanostictus له حضور أكثر انتشارا

### الطيور

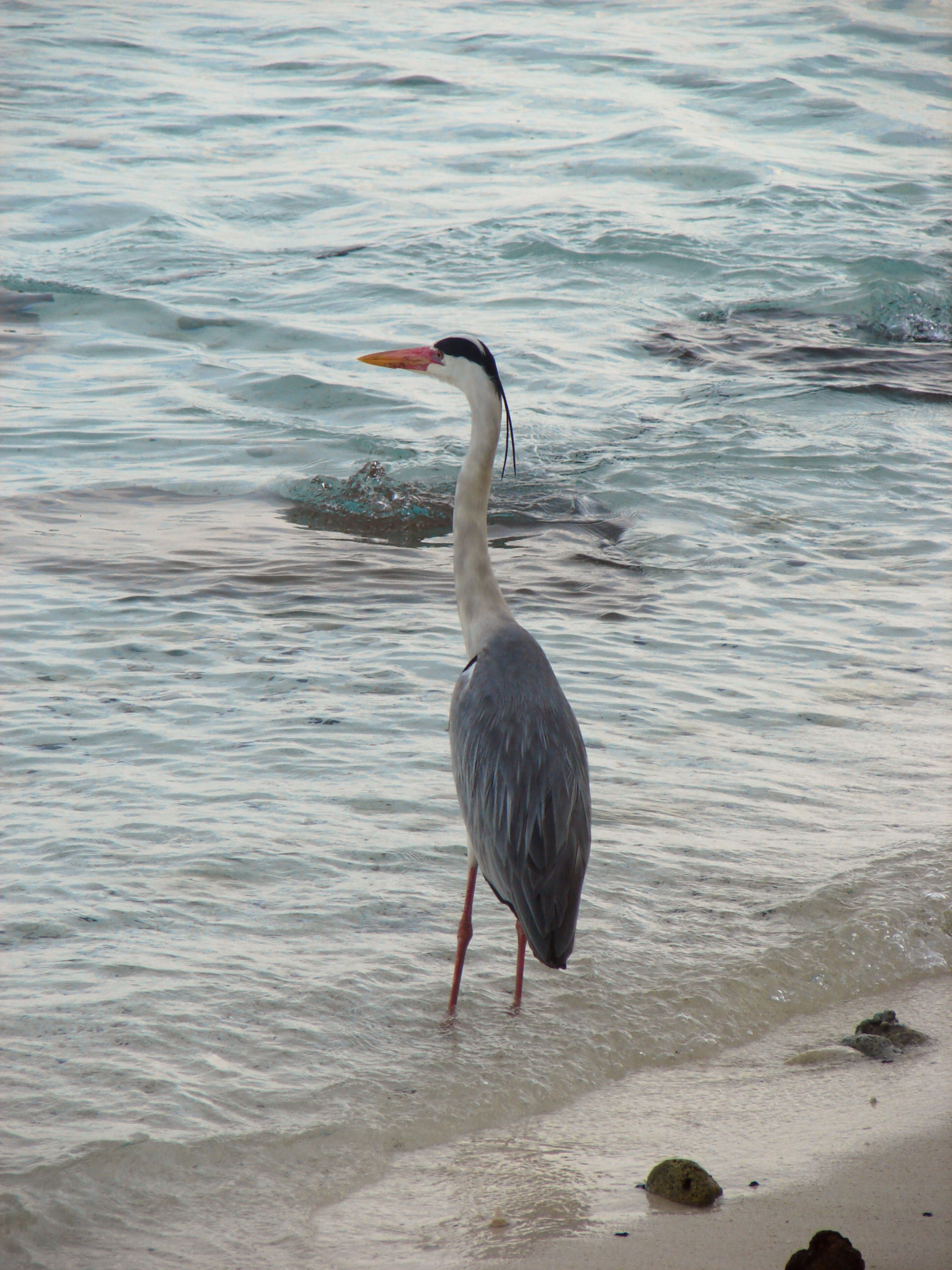
بلشون رمادي, Ardea cinerea, from the Maldives

إن الموقع المحيطي لأرخبيل المحيط الهندي هذا يعني أن طائرته البحرية مقتصرة بشكل رئيسي على الطيور البحرية. معظم الأنواع هي من سمات الطيور المهاجرة الأوروآسيوية، وعدد قليل منها يرتبط عادة بشبه القارة الهندية. بعضها موسمي، مثل طيور الفرقاطة. هناك أيضًا طيور تسكن في المستنقعات وجزيرة بوش، مثل مالك الحزين الرمادي والوحوش. تم العثور على خطاف البحر الأبيض في بعض الأحيان على الجزر الجنوبية بسبب موائلها الغنية

### الثدييات
هناك عدد قليل جدا من الثدييات البرية في جزر المالديف. فقط الثعلب الطائر وأنواع الزبابة يمكن القول بأنها متوطنة. وقد تم إدخال القطط والجرذان والفئران من قبل البشر، وغزو المناطق غير المأهولة في كثير من الأحيان من الجزر وتصبح الآفات. يمنع منعا باتا جلب الكلاب إلى جزر المالديف. في المحيط المحيط بالجزر، هناك حيتان ودلافين. من حين لآخر تم تسجيل الأختام الشاردة من مياه Subantarctic للوصول إلى الجزر.

## اللافقاريات
وقد بنيت جزر جزر المالديف نفسها من خلال النمو الهائل من الشعاب المرجانية، ومجموعة من الكائنات الحية.

### المجوفات
هناك أنواع كثيرة من شقائق النعمان وقنديل البحر في مياه المالديف.

### المفصليات
هناك أربعة أنواع من الكركند والعديد من الأنواع المختلفة من سرطان البحر في جزر المالديف. تعيش بعض السرطانات في الماء، لكن العديد منها يعيش على الشاطئ ويحفر ثقوبًا في الرمال بواسطة خط الماء، مثل سلطعون الأشباح. السرطانات عابرة هي شائعة على رفوف الشعاب الموحلة.
تتكيف أنواع معينة من السلطعون في الجزر مع بيئة أرضية بحتة. السرطان الناسك يعيش تحت أوراق الشجيرات الشاطئ. هناك نوع من السرطان البري الذي يمكن أن يكون آفة محلية، يعيش في ثقوب في المنازل. بعض أنواع الجمبري والروبيان تعيش في الجزر ولكنها لا تصطاد لأغراض تجارية.
هناك نوع من حريش، فضلا عن الدودة، ونوع صغير من العقرب، وبعض أنواع العناكب.
تم العثور على عدة أنواع من العناكب في جزر المالديف. تظهر العناكب تقاربًا رائعًا مع تلك الموجودة في الساحل الجنوبي الغربي من البر الهندي وسريلانكا. أجري العمل الرائد على العناكب في جزر المالديف من قبل R. I. Pocock في عام 1904 في أعمال Fauna و Geography of Maldives. تشمل بعض العناكب الشائعة العنكبوت العنكبوتي البني (Heteropoda venatoria )، و Plexippus paykulli ، و Argiope anasuja ، والعناكب الوشق، وترى الأرامل السود في بعض الأحيان في جزيرة Hulhumalé ومطار Malé الدولي

### الرخويات
الأخطبوطات، والحبار، والمحار شائعة في الشعاب المالديفية. يصادف البطلينوس العملاق Tridacna gigas على رف الشعاب المرجانية.

### شوكيات الجلد
تعج شعاب جزر المالديف بنجم البحر، والنجوم الهشة، وقنافذ البحر. خيار البحر هي الآن مصدر للدخل، ويجري تصديرها إلى أسواق شرق آسيا. ومع ذلك، فإنها لم تكن تقليديا شكلا من أشكال الصيد المحلية. تظهر الدراسات الحديثة أن خياريات البحر تخضع لصيد الأسماك على نطاق واسع في جزر المالديف، ومعظمها على الأرجح الصيد الجائر غير القانوني.

## البيئة في المالديف
البيئات الحيوية في جزر المالديف معرضة لخطر كبير. يتم تطوير الأراضي الصغيرة المتاحة في البلاد بسرعة. الجزر التي لم تكن مأهولة في السابق كانت تتم زيارتها فقط من حين لآخر، ولكن الآن لا توجد تقريبا جزر غير مأهولة غير مأهولة بالسكان. تعرض العديد من الموائل الطبيعية للأنواع المحلية للتهديد الشديد أو التدمير خلال العقود الماضية من التنمية.
كما تضررت موائل الشعاب المرجانية، حيث أدى الضغط على الأرض إلى إنشاء جزر اصطناعية. وقد تمتلئ بعض الشعاب بالركام مع القليل من الاهتمام بالتغيرات التي تحدث في التيارات على رف الشعاب المرجانية وكيف يؤثر النمط الجديد على نمو المرجان وأشكال الحياة المرتبطة به على حواف الشعاب المرجانية.

## معرض الصور
|  |

## روابط خارجية
- “Online Photo Galleries” on Nature and Wildlife of India at "India Nature Watch (INW)" - spreading the love of nature and wildlife in India through photography